# Benjamin Ortner
Benjamin Ortner, (nacido el 16 de marzo de 1983 en Innsbruck, Austria) es un exjugador de baloncesto austriaco. Con 2.06 de estatura, jugaba en la posición de ala-pívot. Luego de un paso por la División II de la NCAA, desarrolló una larga carrera como deportista profesional en Italia y Alemania. Representó a Austria a nivel internacional. 

## Trayectoria
Benjamin Ortner ha jugado en grandes equipos europeos como el Benneton de Treviso o el Benet Cantù italiano. El jugador nacido en Insbruck, tras abandonar el conjunto alemán del 46ers, firma por el Montepaschi Siena, donde consigue la liga, copa y supercopa de Italia.
Tras la desaparición de Siena, jugaría en el Reyer Venezia.

## Selección nacional
Representó a Austria en la clasificación a los Eurobasket de 2005 y 2007.